# Aire urbaine de Lunéville
L'aire urbaine de Lunéville est une aire urbaine française centrée sur l'unité urbaine de Lunéville. Composée de 8 communes de Meurthe-et-Moselle, elle comptait 24 669 habitants en 2015.

## Composition selon la délimitation de 2010
| Nom                   | Code Insee | Statut | Superficie (km2) | Population (dernière pop. légale) | Densité (hab./km2) |
| --------------------- | ---------- | ------ | ---------------- | --------------------------------- | ------------------ |
| Lunéville (siège)     | 54329      |        | 16,34            | 17 920 (2022)                     | 1 097              |
| Chanteheux            | 54116      |        | 5,79             | 2 124 (2022)                      | 367                |
| Croismare             | 54148      |        | 15,7             | 632 (2022)                        | 40                 |
| Jolivet               | 54281      |        | 7,2              | 889 (2022)                        | 123                |
| Laneuveville-aux-Bois | 54297      |        | 19,04            | 301 (2022)                        | 16                 |
| Marainviller          | 54350      |        | 16,99            | 702 (2022)                        | 41                 |
| Moncel-lès-Lunéville  | 54373      |        | 21,94            | 612 (2022)                        | 28                 |
| Thiébauménil          | 54520      |        | 3,87             | 383 (2022)                        | 99                 |

### Évolution de la composition
- 1999 : 14 communes (dont 4 forment le pôle urbain)
- 2010 : 8 communes (dont 4 forment le pôle urbain)
  - Bénaménil, Fréménil, Hériménil, Rehainviller et Sionviller deviennent des communes multipolarisées (+5)
  - Bonviller est rattachée à l'aire urbaine de Nancy (-1)

## Caractéristiques selon la délimitation de 1999
D'après la définition qu'en donne l'INSEE, l'aire urbaine de Lunéville était composée en 1999 de 14 communes situées en Meurthe-et-Moselle. Ses 27 572 habitants est faisaient la 208e aire urbaine de France. Quatre de ces communes formaient son pôle urbain, l'unité urbaine de Lunéville. L'aire urbaine de Lunéville est rattachée à l'espace urbain Est.
Le tableau suivant détaille la répartition de l'aire urbaine sur le département (les pourcentages s'entendent en proportion du département) :
| Département        | Communes | Communes (%) | Superficie (km²) | Superficie (%) | Population (1999) | Population (%) |
| ------------------ | -------- | ------------ | ---------------- | -------------- | ----------------- | -------------- |
| Meurthe-et-Moselle | 14       | 2,4          | 149,19           | 2,8            | 27 572            | 3,9            |